# Gaal (Áustria)
Gaal é um município da Áustria, situado no distrito de Murtal, no estado da Estíria. Tem 197,47 km² de área e sua população em 2019 foi estimada em 1.378 habitantes.